# Tristagma porrifolium
Tristagma porrifolium är en amaryllisväxtart som först beskrevs av Eduard Friedrich Poeppig, och fick sitt nu gällande namn av Hamilton Paul Traub. Tristagma porrifolium ingår i släktet Tristagma och familjen amaryllisväxter. Inga underarter finns listade i Catalogue of Life.